# Paul Gray (Leichtathlet)
Paul Gray (* 25. Mai 1969) ist ein ehemaliger britischer Hürdenläufer, der sowohl auf der 110-Meter- wie auch auf der 400-Meter-Distanz startete. Wegen seiner Sprintstärke wurde er auch in der 4-mal-400-Meter-Staffel eingesetzt.
Bei den Commonwealth Games 1994 in Victoria gewann er Bronze über 110 Meter Hürden und kam mit der walisischen Stafette auf den siebten Platz. Vier Jahre später wurde er bei den Commonwealth Games 1998 in Kuala Lumpur Vierter über 110 Meter Hürden und holte mit der walisischen Stafette Bronze. Bei den Europameisterschaften in Budapest erreichte er über 400 Meter Hürden das Halbfinale.
1999 schied er bei den Weltmeisterschaften in Sevilla über 400 Meter Hürden, 2001 bei den Weltmeisterschaften in Edmonton über 110 Meter Hürden im Vorlauf aus.

## Bestzeiten
- 400 m: 47,49 s, 20. Juni 1998, Cwmbran
- 60 m Hürden (Halle): 7,78 s, 9. Februar 1995, Madrid
- 110 m Hürden: 13,53 s, 22. August 1994, Victoria
- 400 m Hürden: 49,16 s, 18. August 1998, Budapest